# CONMEBOL–UEFA Cup of Champions
De CONMEBOL–UEFA Cup of Champions, voorheen bekend als de Artemio Franchi Cup en ook bekend als Finalissima, is een voetbalcompetitie bestaande uit één wedstrijd tussen de Europees kampioen en Zuid-Amerikaans kampioen. Er zijn slechts drie edities gespeeld; in 1985, 1993 en 2022. In 1989 zou het Nederlands elftal als regerend Europees kampioen tegen Uruguay spelen, maar omdat er geen geschikte datum kon worden gevonden, is die wedstrijd nooit gespeeld. In december 1989 speelde Nederland wel tegen de nieuwe Zuid-Amerikaans kampioen Brazilië, maar deze wedstrijd werd niet gespeeld voor de Artemio Franchi Cup, maar was een jubileumwedstrijd in verband met het 100-jarig bestaan van de KNVB.
Het toernooi kan worden gezien als voorloper en opvolger van de FIFA Confederations Cup.
Op 1 juni 2022 vond de derde editie plaats, waarbij de CONMEBOL–UEFA Cup of Champions te verdienen was.

## Geschiedenis

### Artemio Franchi Cup
Het toernooi werd oorspronkelijk vernoemd naar de in 1983 in een auto-ongeluk gestorven Italiaanse voormalig UEFA-voorzitter Artemio Franchi. Het toernooi werd georganiseerd door de UEFA en CONMEBOL als supercup voor landenteams. Het toernooi zou elke vier jaar gespeeld worden, in afwisselend Europa en Zuid-Amerika. De eerste editie werd in 1985 gewonnen door Frankrijk, als winnaar van het EK 1984 met 2–0 in Parijs van Uruguay, als winnaar van de Copa América 1983.
De editie van 1989 zou in Uruguay gespeeld worden tussen Uruguay, de winnaar van de Copa América 1987, en Nederland, de winnaar van het EK 1988. Doordat de bonden geen datum konden vinden, besloot de UEFA echter dat de wedstrijd niet zou gespeeld worden. Vanaf 1989 werd de Copa América in tegenstelling tot het EK tweejaarlijks gespeeld, waardoor Brazilië zich op de Copa América 1989 al kroonde tot nieuwe Zuid-Amerikaanse kampioen. Tegen Brazilië speelde Nederland wel in december 1989, maar deze wedstrijd werd niet gespeeld voor de Artemio Franchi Cup, maar was een jubileumwedstrijd in verband met het honderdjarige bestaan van de KNVB.
In 1993 versloeg de Zuid-Amerikaanse kampioen Argentinië de Europese kampioen Denemarken na een strafschoppenreeks. Vanaf 1992 werd ook de King Fahd Cup of de FIFA Confederations Cup gespeeld, waaraan ook winnaars van overige continentale toernooien deelnamen. Op die manier hield de Artemio Franchi Cup op te bestaan. Wel werden er officieuze edities gespeeld. In 1998 won de Zuid-Amerikaanse kampioen Brazilië met 1–2 van de Europese kampioen Duitsland en in 2013 won de Europese kampioen Spanje met 3–1 in Qatar van de Zuid-Amerikaanse kampioen Uruguay. In 2016 ontstond het idee om in 2017 een wedstrijd tussen de Europese kampioen Portugal en de Zuid-Amerikaanse kampioen Chili te organiseren, maar deze wedstrijd werd nooit gespeeld. Ook ontstond er een idee voor een toernooi met vier deelnemers in 2018, maar ook dit toernooi werd nooit gespeeld in verband met de corruptiezaak bij FIFA.

### Finalissima
In 2019 maakte de FIFA bekend wegens de komst van een uitgebreid WK voor clubs te stoppen de met de Confederations Cup. Op 15 december 2021 ondertekenden de UEFA en CONMEBOL een memorandum van overeenstemming, waarin stond dat de winnaar van de Copa América 2021, Argentinië, het in juni 2022 in Londen zou gaan opnemen tegen de winnaar van het EK 2020, Italië, in een Finalissima. Op 22 maart 2022 werd bekend dat de wedstrijd in het Wembley Stadium zou plaatsvinden en dat de te winnen trofee de naam CONMEBOL–UEFA Cup of Champions kreeg. Die wedstrijd werd toen met 3–0 gewonnen door Argentinië. Ook in 2024 en 2028 zal de wedstrijd gespeeld worden.

## Wedstrijden
| 21 augustus 1985                                                                   | Frankrijk                                | 2 – 0 (1 – 0) | Uruguay                     | Opstelling Frankrijk | Opstelling Uruguay |  |
| Stadion: Parc des Princes, Parijs Toeschouwers: 20.405 Scheidsrechter: Abel Gnecco | (winnaar EK 1984) Rocheteau 4' Touré 56' |               | (winnaar Copa América 1983) | Bats, Ayache, Le Roux, Bossis, Bibard, Tusseau, Touré, Platini , Giresse, Fernández, Rocheteau RESERVEBANK: Rust, Domergue, Vercruysse, Bellone, Stopyra | Rodríguez , Batista, Pereyra 22', Gutiérrez 65', Diogo 20', Santín, Barrios 77' ( Saralegui), Bossio, Ramos, Cabrera 77' ( Dalto), Francescoli RESERVEBANK: Álvez, Acevedo, Montelongo, Saralegui, Dalto |  |
| Stadion: Parc des Princes, Parijs Toeschouwers: 20.405 Scheidsrechter: Abel Gnecco |                                          |               |                             | Bats, Ayache, Le Roux, Bossis, Bibard, Tusseau, Touré, Platini , Giresse, Fernández, Rocheteau RESERVEBANK: Rust, Domergue, Vercruysse, Bellone, Stopyra | Rodríguez , Batista, Pereyra 22', Gutiérrez 65', Diogo 20', Santín, Barrios 77' ( Saralegui), Bossio, Ramos, Cabrera 77' ( Dalto), Francescoli RESERVEBANK: Álvez, Acevedo, Montelongo, Saralegui, Dalto |  |
| Stadion: Parc des Princes, Parijs Toeschouwers: 20.405 Scheidsrechter: Abel Gnecco |                                          |               |                             | Bats, Ayache, Le Roux, Bossis, Bibard, Tusseau, Touré, Platini , Giresse, Fernández, Rocheteau RESERVEBANK: Rust, Domergue, Vercruysse, Bellone, Stopyra | Rodríguez , Batista, Pereyra 22', Gutiérrez 65', Diogo 20', Santín, Barrios 77' ( Saralegui), Bossio, Ramos, Cabrera 77' ( Dalto), Francescoli RESERVEBANK: Álvez, Acevedo, Montelongo, Saralegui, Dalto |  |
|                                                                                    |                                          |               |                             | | |  |

| 24 februari 1993                                                                                    | Argentinië                                          | 1–1 n.v. 1–1 (1–1) 5–4 pen. | Denemarken                                    | Opstelling Argentinië | Opstelling Denemarken |  |
| Stadion: Estadio José María Minella, Mar del Plata Toeschouwers: 34.683 Scheidsrechter: Sándor Puhl | (winnaar Copa América 1991) Caniggia 30'            |                             | (winnaar EK 1992) 12' (e.d.) Craviotto        | Goycochea, Craviotto 71' 117' ( Saldaña), Borelli, Vázquez 22', Altamirano, Simeone 16', Mancuso, Maradona , Rodríguez 61' ( Franco), Batistuta, Caniggia RESERVEBANK: Islas, Franco, Saldaña, Gorosito, Acosta | Schmeichel, Kjeldbjerg 15', Olsen, Piechnik 38' ( Nielsen 69'), Marc Rieper, Mølby, Goldbæk 17', Vilfort, Larsen 120+1' ( M. Larsen 69'), B. Laudrup, Elstrup RESERVEBANK: Krogh, M. Larsen, Nielsen, Tøfting, Strudal |  |
| Stadion: Estadio José María Minella, Mar del Plata Toeschouwers: 34.683 Scheidsrechter: Sándor Puhl | Pen.-serie                                          |                             |                                               | Goycochea, Craviotto 71' 117' ( Saldaña), Borelli, Vázquez 22', Altamirano, Simeone 16', Mancuso, Maradona , Rodríguez 61' ( Franco), Batistuta, Caniggia RESERVEBANK: Islas, Franco, Saldaña, Gorosito, Acosta | Schmeichel, Kjeldbjerg 15', Olsen, Piechnik 38' ( Nielsen 69'), Marc Rieper, Mølby, Goldbæk 17', Vilfort, Larsen 120+1' ( M. Larsen 69'), B. Laudrup, Elstrup RESERVEBANK: Krogh, M. Larsen, Nielsen, Tøfting, Strudal |  |
| Stadion: Estadio José María Minella, Mar del Plata Toeschouwers: 34.683 Scheidsrechter: Sándor Puhl | Maradona Batistuta Simeone Mancuso Caniggia Saldaña |                             | Elstrup Mølby Nielsen Vilfort Laudrup Goldbæk | Goycochea, Craviotto 71' 117' ( Saldaña), Borelli, Vázquez 22', Altamirano, Simeone 16', Mancuso, Maradona , Rodríguez 61' ( Franco), Batistuta, Caniggia RESERVEBANK: Islas, Franco, Saldaña, Gorosito, Acosta | Schmeichel, Kjeldbjerg 15', Olsen, Piechnik 38' ( Nielsen 69'), Marc Rieper, Mølby, Goldbæk 17', Vilfort, Larsen 120+1' ( M. Larsen 69'), B. Laudrup, Elstrup RESERVEBANK: Krogh, M. Larsen, Nielsen, Tøfting, Strudal |  |
| |                                                     |                             |                                               | | |  |

| 1 juni 2022 | Italië            | 0–3 (0–2) | Argentinië                                                           | Opstelling Italië | Opstelling Argentinië |  |
| Stadion: Wembley Stadium, Londen Toeschouwers: 87.112 Scheidsrechter: Piero Maza Video-assistent: Alejandro Hernández | (winnaar EK 2020) |           | (winnaar Copa América 2021) 28' Martínez 45+1' Di María 90+4' Dybala | Donnarumma, Di Lorenzo 72', Bonucci 39', Chiellini 46' ( Lazzari), Emerson 77' ( Bastoni), Pessina 62' ( Spinazzola), Jorginho, Barella 77', Bernardeschi 46' ( Locatelli), Belotti 46' ( Scamacca), Raspadori RESERVEBANK: Cragno, Meret, Spinazzola, Florenzi, Acerbi, Bastoni, Locatelli, Lazzari, Cristante, Pellegrini, Politano, Scamacca | E. Martínez, Molina, Romero 85' ( Pezzella), Otamendi 22', Tagliafico, Lo Celso 90' ( Dybala), Rodríquez, De Paul 76' ( Palacios), Messi, La. Martínez 85' ( Álvarez), Di María 90' ( González) RESERVEBANK: Armani, Rulli, Foyth, Pezzella, Li. Martínez, Mac Allister, Acuña, Palacios, Álvarez, González, Gómez, Dybala |  |
| Stadion: Wembley Stadium, Londen Toeschouwers: 87.112 Scheidsrechter: Piero Maza Video-assistent: Alejandro Hernández |                   |           |                                                                      | Donnarumma, Di Lorenzo 72', Bonucci 39', Chiellini 46' ( Lazzari), Emerson 77' ( Bastoni), Pessina 62' ( Spinazzola), Jorginho, Barella 77', Bernardeschi 46' ( Locatelli), Belotti 46' ( Scamacca), Raspadori RESERVEBANK: Cragno, Meret, Spinazzola, Florenzi, Acerbi, Bastoni, Locatelli, Lazzari, Cristante, Pellegrini, Politano, Scamacca | E. Martínez, Molina, Romero 85' ( Pezzella), Otamendi 22', Tagliafico, Lo Celso 90' ( Dybala), Rodríquez, De Paul 76' ( Palacios), Messi, La. Martínez 85' ( Álvarez), Di María 90' ( González) RESERVEBANK: Armani, Rulli, Foyth, Pezzella, Li. Martínez, Mac Allister, Acuña, Palacios, Álvarez, González, Gómez, Dybala |  |
| Stadion: Wembley Stadium, Londen Toeschouwers: 87.112 Scheidsrechter: Piero Maza Video-assistent: Alejandro Hernández |                   |           |                                                                      | Donnarumma, Di Lorenzo 72', Bonucci 39', Chiellini 46' ( Lazzari), Emerson 77' ( Bastoni), Pessina 62' ( Spinazzola), Jorginho, Barella 77', Bernardeschi 46' ( Locatelli), Belotti 46' ( Scamacca), Raspadori RESERVEBANK: Cragno, Meret, Spinazzola, Florenzi, Acerbi, Bastoni, Locatelli, Lazzari, Cristante, Pellegrini, Politano, Scamacca | E. Martínez, Molina, Romero 85' ( Pezzella), Otamendi 22', Tagliafico, Lo Celso 90' ( Dybala), Rodríquez, De Paul 76' ( Palacios), Messi, La. Martínez 85' ( Álvarez), Di María 90' ( González) RESERVEBANK: Armani, Rulli, Foyth, Pezzella, Li. Martínez, Mac Allister, Acuña, Palacios, Álvarez, González, Gómez, Dybala |  |
| Speler van de wedstrijd: Lionel Messi                                                                                 |                   |           |                                                                      | | |  |

### Officieus
| Datum      | CONMEBOL | Score | UEFA      | Plaats                               | Doelpuntenmakers                      |
| ---------- | -------- | ----- | --------- | ------------------------------------ | ------------------------------------- |
| 20-12-1989 | Brazilië | 1–0   | Nederland | Stadion Feijenoord, Rotterdam        | : Careca                              |
| 25-03-1998 | Brazilië | 2–1   | Duitsland | Mercedes-Benz Arena, Stuttgart       | : Sampaio, Ronaldo, : Kirsten         |
| 06-02-2013 | Uruguay  | 1–3   | Spanje    | Khalifa Internationaal Stadion, Doha | : Fàbregas, Pedro, Pedro, : Rodríguez |

## Statistieken

### Finalisten
| Land       | Confederatie | Winnaar         | Runner-up | Finales |
| ---------- | ------------ | --------------- | --------- | ------- |
| Argentinië | CONMEBOL     | 2× (1993, 2022) | 0×        | 2       |
| Frankrijk  | UEFA         | 1× (1985)       | 0×        | 1       |
| Denemarken | UEFA         | 0×              | 1× (1993) | 1       |
| Uruguay    | CONMEBOL     | 0×              | 1× (1985) | 1       |
| Italië     | UEFA         | 0x              | 1x (2022) | 1       |

| Confederatie | Winnaar         |
| ------------ | --------------- |
| CONMEBOL     | 2x (1993, 2022) |
| UEFA         | 1× (1985)       |

### Topscorers
| №  | Speler              | Land       | Goals |
| -- | ------------------- | ---------- | ----- |
| 1. | Claudio Caniggia    | Argentinië | 1     |
| 1. | Paulo Dybala        | Argentinië | 1     |
| 1. | Ángel Di María      | Argentinië | 1     |
| 1. | Lautaro Martínez    | Argentinië | 1     |
| 1. | Dominique Rocheteau | Frankrijk  | 1     |
| 1. | José Touré          | Frankrijk  | 1     |